# The Bristolian (tren)

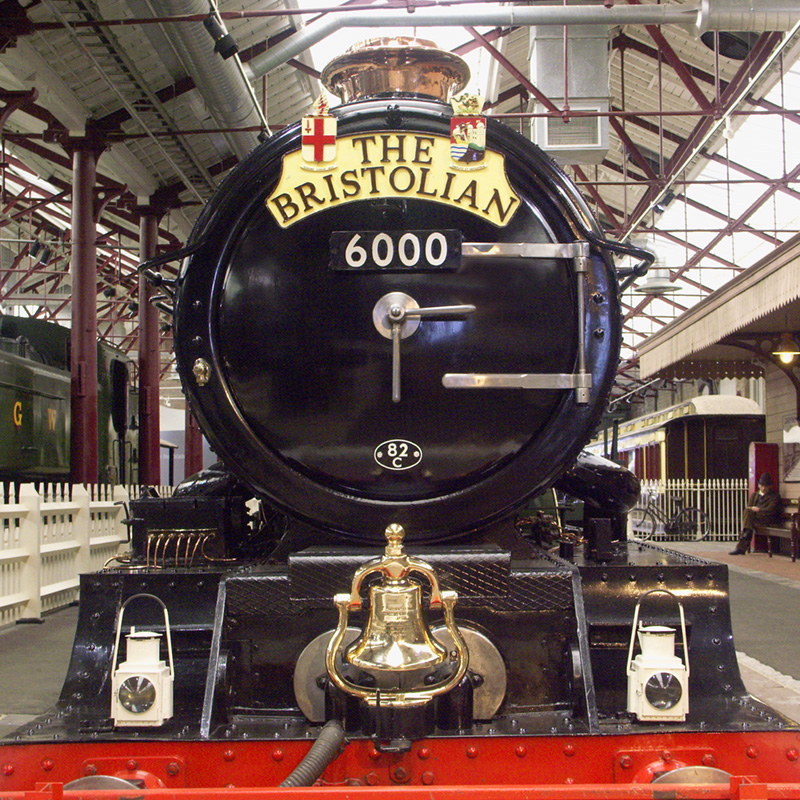
La máquina de vapor GWR King George V en el Museo del Ferrocarril a Vapor de Swindon, mostrando un testero con el rótulo The Bristolian

The Bristolian (El Bristoliano en español) es un servicio ferroviario británico con nombre propio que conecta la Estación de Paddington en Londres con la Estación de Temple Meads en Bristol. En dirección a Londres comienza en la ciudad balnearia de Weston-super-Mare, localizada a unas 18 millas (29,0 km) de Brístol.
El servicio, inaugurado en 1935 por la empresa Great Western Railway, conservó su nombre en la etapa de British Rail, y todavía lo utiliza su sucesora, la empresa operadora Great Western Railway.

## Historia del tren
The Bristolian fue inaugurado en 1935 por el Great Western Railway (GWR) para celebrar la apertura de la Línea Principal del Great Western de Paddington a Bristol en 1835, y es notable porque la ruta empleada difería en los trayectos de ida y en los de vuelta. El tren de bajada (procedente de Paddington) empleaba la ruta original de Brunel a través de Bath, pero el tren de subida (procedente de Bristol) debía ascender la rampa (del 1 por 75) de Filton Bank a través de lo que ahora es la Estación de Bristol Parkway, y luego continuaba remontando la pendiente de 1 en 300 de la Línea Principal de Gales del Sur hasta Badminton, antes de volver a unirse a la ruta principal en Wootton Bassett. Esto significaba que el tren ascendente (de vuelta) tenía una ruta un poco más corta de 117,6 millas (189,3 km) (frente a las 118,3 millas (190,4 km) en sentido descendente (de ida) a través de Bath), pero con la dura subida de Filton probablemente era más exigente para las locomotoras.

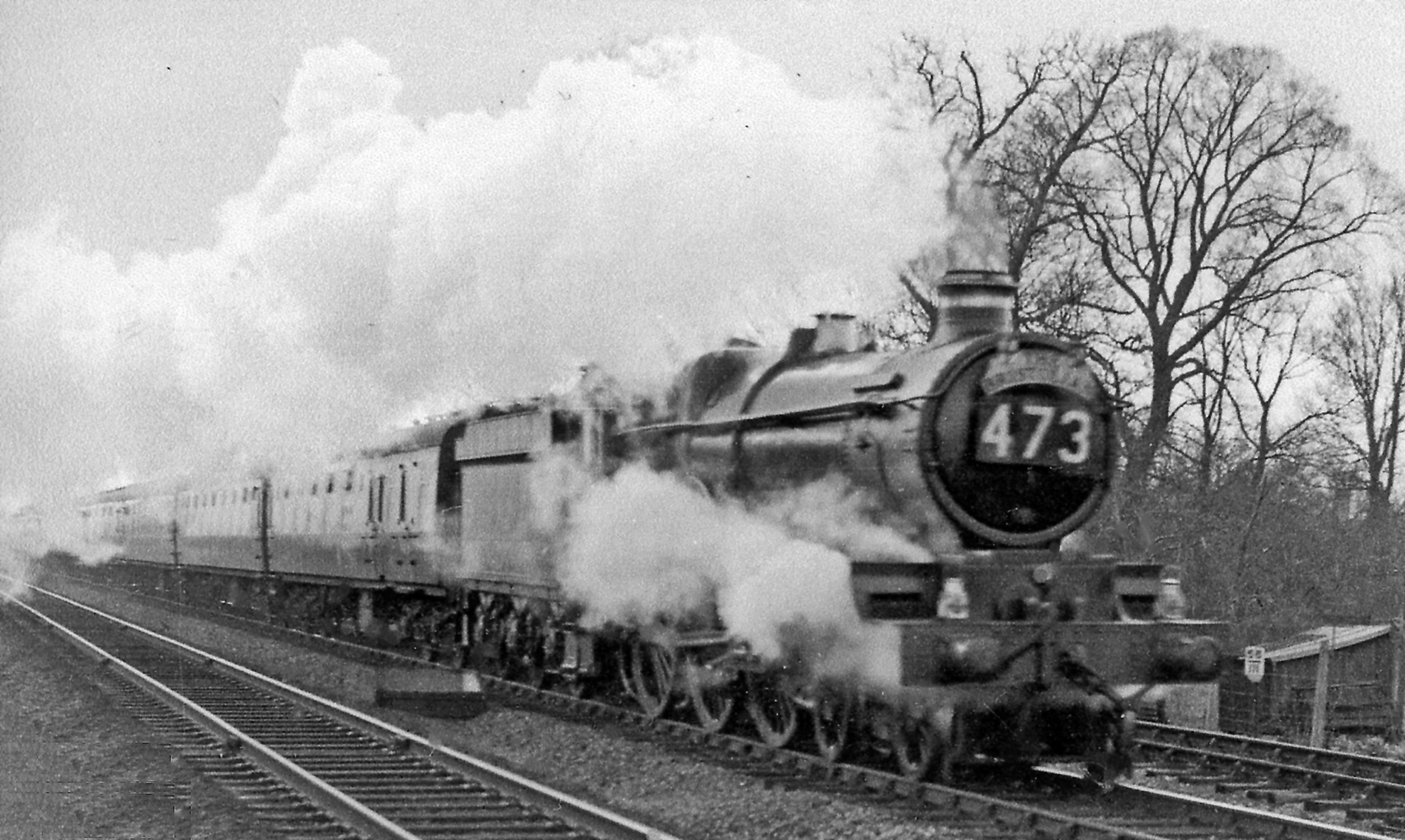
El Bristolian circulando hacia Londres en Steventon (1958)

El tren estaba programado para salir de Paddington a las 11:00 a. m., para 105 minutos después completar el viaje sin escalas hasta Bristol Temple Meads, con el regreso saliendo de Bristol a las 4:30 p. m. con el mismo tiempo sin paradas. Inicialmente estaba compuesto por 7 coches del tipo Collett y era remolcado por una locomotora de la Clase King, por entonces las máquinas de pasajeros más potentes del GWR. Posteriormente se utilizaron las locomotoras de vapor de la Clase Castle y, a partir de 1959, las locomotoras diésel-hidráulicas de la Clase Warship.
El servicio se suspendió durante la Segunda Guerra Mundial, y no fue hasta 1954 que se logró de nuevo restablecer el recorrido con una duración de 105 minutos. Durante este tiempo, "The Bristolian" se convirtió en uno de los pocos trenes con nombre propio remolcado por una locomotora de turbina de gas, cuando, entre abril y mayo de 1952 se programó el empleo de la locomotora experimental Metropolitan-Vickers 18100. Por lo demás, la década de 1950 fue un período de trenes de vapor muy veloces, con el objetivo de reducir la duración programada del viaje por debajo de los 100 minutos. El más rápido registrado fue remolcado por la locomotora 7018 Drysllwyn Castle en abril de 1958, invirtiendo en el recorrido 93 minutos y 50 segundos, con una velocidad máxima de 102 millas por hora (164 km/h). El cambio a la tracción diésel vio la aparición de la locomotora Clase Warship D805 Benbow, capaz de transportar unBristolian con ocho coches en 93 minutos y 48 segundos el día inaugural del horario de verano de 1959, y durante ese verano se registraron varios tiempos similares, hasta que por necesidades de ingeniería civil relacionadas con el mantenimiento de la vía, se estableció un límite de 90 millas por hora (145 km/h) en la línea, de manera que ya no era posible alcanzar velocidades cercanas a las 100 millas por hora (161 km/h) necesarias para rebajar la duración del viaje de los 100 minutos.
En 1966, lás máquinas diésel Western sustituyeron a las Warships de vapòr y, aunque no se anunciaba oficialmente como The Bristolian, el tren, que ahora tenía a veces 12 coches, todavía era capaz de completar el recorrido en 105 minutos incluso con una parada en Bath (la ruta de vuelta se modificó en 1961). En 1971, la ruta se modificó nuevamente: tanto los trenes de ida como los de vuelta se enrutaron a través de Badminton y paraban la recién inaugurada Estación de Bristol Parkway. El número de coches se limitó a 10, estableciéndose un horario general con una duración de 110 minutos. La versión final del "Bristolian" remolcado por locomotoras apareció en 1973, con la introducción de los coches Mark 2 equipados con aire acondicionado; y la sustitución de las máquinas Western por las diésel de la Clase 47.

## Testeros
Se utilizaron tres diseños de testeros diferentes que distinguían al tren. Mientras el GWR explotó la línea no se dispuso un testero, mostrando únicamente tres dígitos como identificador: 016 y 116 (para los trenes de bajada desde Londres), y 470 y 473 (para los trenes de subida desde Bristol). Cuando se reintrodujo el primer "Bristolian" de la posguerra en 1951 bajo British Rail, todavía no se había introducido testero alguno.
El primero se introdujo en 1953. Utilizaba un diseño de placa estándar de British Rail Tipo 3 en negro, con letras de aluminio pulido. Como era el año de la Coronación, la placa estaba adornada con el escudo de la celebración del evento.
El 11 de junio de 1956, el diseño del testero se cambió al nuevo estilo de la Región Oeste, que constaba de letras marrones pintadas sobre un tablero color crema, coronado por los escudos de Londres y Bristol. En los últimos años a partir de 1962 raramente se emplearon testeros, hasta la conclusión del servicio el 12 de junio de 1965.

## Bristol Pullman

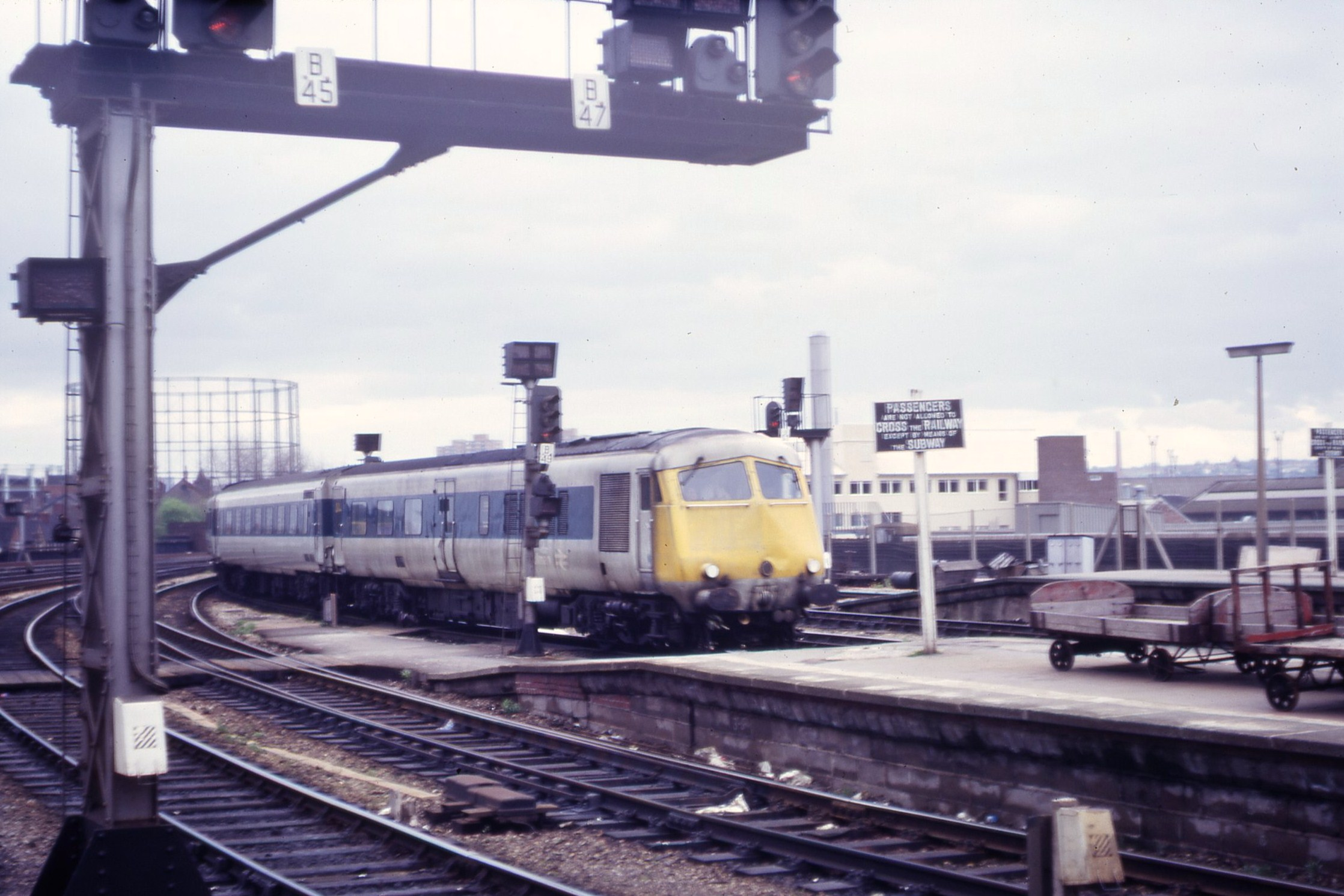
El último Bristol Pullman llegando a Bristol Temple Meads el 5 de mayo de 1973

En 1960, la región Oeste de British Rail introdujo una composición formada totalmente por coches Blue Pullman que circulaba entre Paddington y Bristol, que pasó a ser considerada el principal tren entre las dos ciudades, aunque su tiempo de recorrido era un poco más lento que el del "The Bristolian". El primer "Bristol Pullman" circuló el 12 de septiembre de 1960, y en dirección ascendente después de salir de Bristol Temple Meads, hizo escala en Bath a las 8:00 a. m. y llegó a Paddington a las 9:30 a. m. El último servicio se realizó el 5 de mayo de 1973.

## Trenes conmemorativos
- El 12 de diciembre de 2009, un tren conmemorativo (también llamado "The Bristolian") fue remolcado de Bristol a Londres por la locomotora "King Edward I" de la clase "King".

- El 17 de abril de 2010, otro tren conmemorativo del 175 aniversario del GWR, también llamado "The Bristolian", circuló sin escalas de Londres a Bristol, y más tarde el mismo día de regreso de Bristol a Londres, remolcado por la locomotora Castle no. 5043 Earl of Mount Edgcumbe. Estos trenes fueron los primeros trenes de vapor sin escalas entre estas ciudades desde hacía unos 50 años. En el viaje de regreso, la llegada a Paddington requirió 45 minutos menos, realizando el viaje de vuelta en poco menos de 1 hora y 50 minutos después de salir de Bristol Temple Meads. El tiempo de viaje fue solo unos minutos más largo que el horario del "Bristolian" sin escalas de finales de la década de 1950, y se logró a pesar del límite de velocidad actual para el vapor de 75 mph, que no se aplicaba en la década de 1950.